# Kedjebråk
Ett kedjebråk är ett matematiskt uttryck på formen
{\displaystyle x=a_{0}+{\cfrac {1}{a_{1}+{\cfrac {1}{a_{2}+{\cfrac {1}{a_{3}+\,\cdots }}}}}}}
där a0 är ett heltal och övriga an är positiva heltal. Samma kedjebråk kan mer koncist skrivas
{\displaystyle x=[a_{0};a_{1},a_{2},a_{3},\ldots ].\;}
Varje reellt tal kan representeras som ett kedjebråk. Kedjebråksframställning är en mer "naturlig" metod att representera tal än positionssystem och särskilt det decimala talsystemet, eftersom systemet inte är beroende av en godtyckligt vald talbas.
En viktig egenskap hos systemet är att de rationella talen precis motsvaras av ändliga kedjebråk. Även andra egenskaper kan utläsas från ett tals kedjebråksrepresentation; exempelvis motsvarar kedjebråk som upprepar sig precis de irrationella rötterna till andragradsekvationer med rationella koefficienter.
Några exempel på kedjebråk för matematiska konstanter är
- Gyllene snittet, φ = [1; 1, 1, 1, 1, ...]
- Roten ur två, √2 = [1; 2, 2, 2, 2, ...]
- Eulers tal, e = [2; 1, 2, 1, 1, 4, 1, 1, 6, 1, 1, 8, ...]
- Pi, π = [3; 7, 15, 1, 292, 1, 1, 1, 2, 1, ...]

Både e och π är transcendenta tal, men bara det förstnämnda talets kedjebråk uppvisar ett mönster.
Trunkering av kedjebråk är ett effektivt sätt att approximera irrationella tal. De första 1, 2, 3 respektive 4 termerna i kedjebråket för π ger exempelvis närmevärdena 3, 22/7, 333/106 och 355/113. Att 355/113 är en särskilt bra approximation för π förklaras av att nästa term i kedjebråket (292) är stor.
Även funktioner kan representeras med kedjebråk. Exempelvis ges sinus av
{\displaystyle \sin x={\frac {x}{1+{\frac {x^{2}}{(2\cdot 3-x^{2})+{\frac {2\cdot 3x^{2}}{(4\cdot 5-x^{2})+{\frac {4\cdot 5x^{2}}{\cdots }}}}}}}}.}
Här tillåts x vara något annat än ett heltal.
En märkvärdig egenskap hos kedjebråk är att termernas geometriska medelvärde är detsamma för nästan alla reella tal. Detta tal kallas Chintjins konstant och har värdet K ≈ 2,6854520010.

## Exempel på kedjebråk
För positiva heltal n är
{\displaystyle \mathrm {e} ^{1/n}=[1;n-1,1,1,3n-1,1,1,5n-1,1,1,7n-1,1,1,\dots ]\,\!.}
För udda n gäller
{\displaystyle \mathrm {e} ^{2/n}=\left[1;{\frac {n-1}{2}},6n,{\frac {5n-1}{2}},1,1,{\frac {7n-1}{2}},18n,{\frac {11n-1}{2}},1,1,{\frac {13n-1}{2}},30n,{\frac {17n-1}{2}},1,1,\dots \right]\,\!}
Andra liknande kedjebråk är
{\displaystyle \tanh(1/n)=[0;n,3n,5n,7n,9n,11n,13n,15n,17n,19n,\dots ]\,\!}
där n är ett positivt heltal. För heltal n gäller
{\displaystyle \tan(1/n)=[0;n-1,1,3n-2,1,5n-2,1,7n-2,1,9n-2,1,\dots ]\,\!.}

### Rogers-Ramanujans kedjebråk
Rogers-Ramanujans kedjebråk är 
{\displaystyle 1+{\cfrac {q}{1+{\cfrac {q^{2}}{1+{\cfrac {q^{3}}{1+\cdots }}}}}}={\frac {G(q)}{H(q)}}=1+q-q^{3}+q^{5}-\cdots } (talföljd A003823 i OEIS)
där
{\displaystyle G(q)=\sum _{n=0}^{\infty }{\frac {q^{n^{2}}}{(q;q)_{n}}}={\frac {1}{(q;q^{5})_{\infty }(q^{4};q^{5})_{\infty }}}=1+q+q^{2}+q^{3}+2q^{4}+2q^{5}+3q^{6}+\cdots } (talföljd A003114 i OEIS)
och
{\displaystyle H(q)=\sum _{n=0}^{\infty }{\frac {q^{n^{2}+n}}{(q;q)_{n}}}={\frac {1}{(q^{2};q^{5})_{\infty }(q^{3};q^{5})_{\infty }}}=1+q^{2}+q^{3}+q^{4}+q^{5}+2q^{6}+\cdots .} (talföljd A003106 i OEIS)
är funktionerna som förekommer i Rogers-Ramanujan-identiteterna och {\displaystyle (a;q)_{\infty }} är q-Pochhammersymbolen.

## Generaliserade kedjebråk
Ett generaliserat kedjebråk är ett uttryck av formen 
{\displaystyle x=b_{0}+{\cfrac {a_{1}}{b_{1}+{\cfrac {a_{2}}{b_{2}+{\cfrac {a_{3}}{b_{3}+{\cfrac {a_{4}}{b_{4}+\ddots \,}}}}}}}}}
Deras användbarhet illustreras av följande exempel. Kedjebråket för π verkar inte följa någon simpel regel:
{\displaystyle \pi =[3;7,15,1,292,1,1,1,2,1,3,1,\ldots ]}
eller
{\displaystyle \pi =3+{\cfrac {1}{7+{\cfrac {1}{15+{\cfrac {1}{1+{\cfrac {1}{292+{\cfrac {1}{1+{\cfrac {1}{1+{\cfrac {1}{1+{\cfrac {1}{2+{\cfrac {1}{1+{\cfrac {1}{3+{\cfrac {1}{1+\ddots }}}}}}}}}}}}}}}}}}}}}}}
Flera generaliserade kedjebråk för π har en regelbunden struktur:
{\displaystyle \pi ={\cfrac {4}{1+{\cfrac {1^{2}}{2+{\cfrac {3^{2}}{2+{\cfrac {5^{2}}{2+{\cfrac {7^{2}}{2+{\cfrac {9^{2}}{2+\ddots }}}}}}}}}}}}={\cfrac {4}{1+{\cfrac {1^{2}}{3+{\cfrac {2^{2}}{5+{\cfrac {3^{2}}{7+{\cfrac {4^{2}}{9+\ddots }}}}}}}}}}=3+{\cfrac {1^{2}}{6+{\cfrac {3^{2}}{6+{\cfrac {5^{2}}{6+{\cfrac {7^{2}}{6+{\cfrac {9^{2}}{6+\ddots }}}}}}}}}}}
{\displaystyle \displaystyle \pi =2+{\cfrac {2}{1+{\cfrac {1}{1/2+{\cfrac {1}{1/3+{\cfrac {1}{1/4+\ddots }}}}}}}}=2+{\cfrac {2}{1+{\cfrac {1\cdot 2}{1+{\cfrac {2\cdot 3}{1+{\cfrac {3\cdot 4}{1+\ddots }}}}}}}}}
{\displaystyle \displaystyle \pi =2+{\cfrac {4}{3+{\cfrac {1\cdot 3}{4+{\cfrac {3\cdot 5}{4+{\cfrac {5\cdot 7}{4+\ddots }}}}}}}}.}